# Sanz y el secreto de su arte
Sanz y el secreto de su arte es una película muda española de mediometraje dirigida por Maximiliano Thous en 1918 y encuadrable en el género del docudrama. Está protagonizada por el ventrílocuo Francisco Sanz Baldoví y sus autómatas. Proporciona una cierta aproximación al trabajo de Sanz, si bien la ausencia de sonido impide apreciarlo en su totalidad. También ofrece una explicación del funcionamiento de los diferentes muñecos del artista. Por último, constituye un documento histórico sobre la época en que se rodó. Fue recuperada y restaurada en 1997 por la Filmoteca de la Generalidad Valenciana.

## Paco Sanz
Nacido en Anna en 1871, Francisco Sanz comenzó a ser conocido como guitarrista y tenor cómico en su comarca desde los veinte años. En 1892 se unió al grupo de teatro de la Sociedad Recreativa local y al año siguiente debutó en el Teatro Ruzafa de Valencia. Cuatro años más tarde presentó su monólogo Oratoria fin de siglo, un espectáculo de transformismo inspirado en el del artista Leonardo Frégoli en el que ya utilizaba su habilidad para imitar voces y que compatibilizaba con sus actuaciones teatrales. Fue en 1901, mientras actuaba en Barcelona, cuando descubrió la ventriloquía y decidió incorporar a su espectáculo tres rudimentarios muñecos. El éxito le acompañó desde el primer momento y, poco a poco, fue mejorando la puesta en escena. La representación se completaba con su actuación como guitarrista, pues Sanz era uno de los más aventajados alumnos de Francisco Tárrega.
Ya en 1903 hay constancia de su actuación en un número exclusivamente dedicado a la ventriloquía. La incorporación al mundo del circo le permitió viajar por toda España. El éxito económico acompañó al artístico y pronto ocupó el primer puesto en los carteles publicitarios de los espectáculos en los que participaba. Poco a poco, fue relegando cada vez más sus actuaciones como guitarrista en favor del arte en el que le acompañaban sus muñecos. En 1910 triunfó en Madrid y Lisboa, en la que sería su primera salida al exterior.
En 1911 realizó la primera de varias giras que le llevaron a América, triunfando en el Teatro Avenida de Buenos Aires. Dos años después, una segunda gira le llevó a Brasil, Chile, Perú y de nuevo a la Argentina. En esta época actuaba en solitario acompañado de hasta 28 muñecos en representaciones que duraban dos horas y media. En los años siguientes creó a Frey Volt, el autómata orador con el que consiguió gran popularidad. En 1916 un nuevo viaje le llevó a Cuba, donde mantuvo su éxito a pesar de las incidencias producidas por la convulsa situación política que atravesaba el país y que le impidieron prolongar la gira.
A consecuencia de este viaje a Cuba Sanz tuvo su primer contacto con el mundo del cine. Los enfrentamientos armados le obligaron a recluirse en el hotel y algunos corresponsales estadounidenses le pidieron permiso para grabar algunas imágenes con Juanito. Su posterior difusión en un noticiero tuvo una excelente acogida y Sanz recibió una oferta para trabajar en el cine americano. La Gran Guerra le impidió realizar ese proyecto, pero no lo borró de su cabeza.

## La película

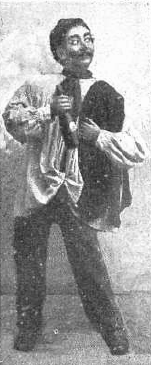
Melanio, otro de los actores

A finales de 1917 Sanz sufrió una grave afonía que afectó a su habitual ritmo de trabajo en los teatros. Fue entonces cuando retomó su viejo proyecto cinematográfico. Tras elaborar un primer guion, contactó con Maximiliano Thous, quien ya había dirigido su primer reportaje —La fiesta de las muñecas— el año anterior. Para producir el filme, ambos contactaron con la empresa Hispano Films, ubicada en Barcelona. La película se rodó a lo largo de cuatro meses que discurrieron entre 1917 y 1918. Se utilizó la mejor tecnología de su época, lo que hizo que fuera un producto caro. La cinta estuvo lista para su distribución comercial antes del 8 de junio de 1918.
Los protagonistas son el propio Sanz y el mecánico Lorenzo Mataix, junto con los muñecos Panchito, Juanito, Melanio, Fulgencio, don Liborio, Lucinda, Frey Volt y otros. La cinta está dividida en dos partes: en la primera se muestran partes del espectáculo de Sanz seguidas de la explicación técnica del funcionamiento de los muñecos; la segunda es una ficción protagonizada por don Liborio, quien abandona la compañía artística y regresa a su pueblo, interactuando con personajes humanos. Esta segunda parte fue exhibida también como cortometraje independiente y constituye una de las primeras aproximaciones del cine a la interactuación de personajes reales y autómatas.
Don Liborio era el muñeco estrella de Sanz. Este lo utilizaba con gran sentido del humor para introducir en el espectáculo temas de actualidad o representar la crítica popular. En cuanto a Frey Volt, poseía una expresividad inusual en el rostro y podía mover todos los dedos de las manos por separado. Algunos medios lo consideraban el mejor autómata del mundo.
Sanz tuvo que desempeñar también el papel de distribuidor y no consiguió el estreno hasta el año 1922 en Valencia. Posteriormente se exhibió en salas de otras ciudades y también dentro del espectáculo del propio artista. Hay constancia de proyecciones de la película hasta los años 1930. En 1925, Sanz recibió una buena suma por los derechos de exhibición para el extranjero, y parece que la explicación de la técnica de los autómatas impresionó al público norteamericano y centroeuropeo.

## La restauración
La película se perdió con el paso del tiempo. Sin embargo, fue posible su recuperación gracias a que Josefina Sanz donó en 1995 a la Filmoteca de la Generalidad Valenciana dos copias incompletas del filme, fragmentos de otras seis copias y un gran número de descartes. Se trataba de material en 35mm en soporte de nitrato, altamente inflamable. La Filmoteca realizó un minucioso trabajo de selección del material en colaboración con la empresa privada Iskra S.L. Se procedió a la eliminación de las rayas y otras imperfecciones, se salvaron las diferencias de contraste de imágenes de la misma secuencia procedentes de diferentes copias y se solventaron problemas de pérdida de imagen. El resultado es una película de más de sesenta minutos de duración.